# Biomarcadores del cáncer

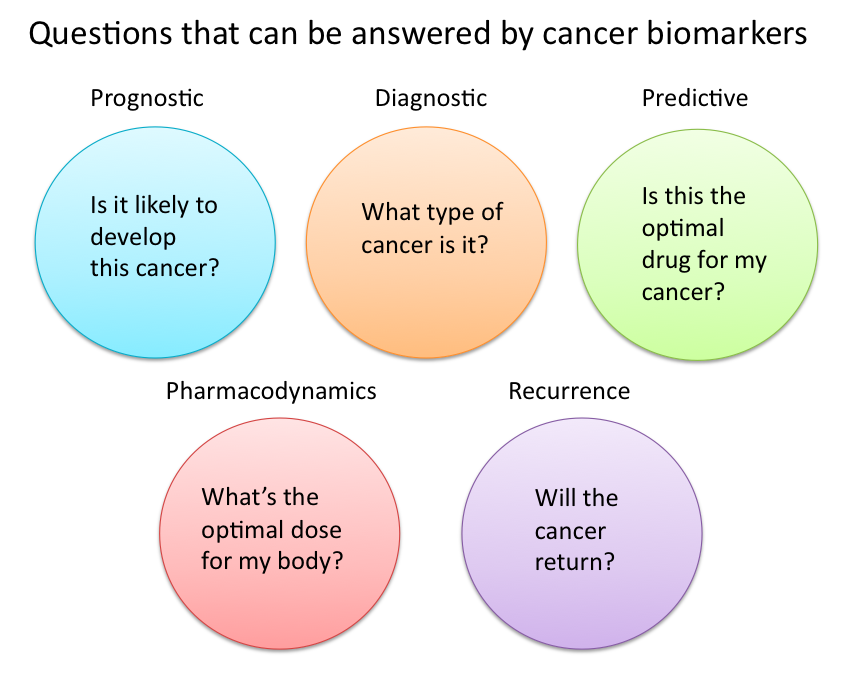
Preguntas que pueden ser respondidas por los biomarcadores

Un biomarcador del cáncer se refiere a una sustancia o proceso que es indicativo de la presencia de cáncer en el cuerpo. Un biomarcador puede ser una molécula secretada por un tumor o una respuesta específica del cuerpo a la presencia de cáncer. Los biomarcadores genéticos, epigenéticos, proteómicos, glucémicos y de imágenes pueden usarse para el diagnóstico, pronóstico y epidemiología del cáncer. Idealmente, dichos biomarcadores se pueden analizar en biofluidos no invasivos como sangre o suero.
Si bien existen numerosas dificultades en la  investigación de biomarcadores, ya se han utilizado en algún momento en la atención a los pacientes algunos biomarcadores basados en genes y proteínas; entre estos se encuentra la AFP para el cáncer de hígado, el BCR-ABL para la leucemia mieloide crónica, el BRCA1/ BRCA2 para el cáncer de mama y de ovario, el BRAF V600E para el melanoma/cáncer colorrectal, el CA-125 (cáncer de ovario), CA19.9 (cáncer de páncreas ), CEA (cáncer colorrectal), EGFR (carcinoma de pulmón no microcítico), HER-2 (cáncer de mama), KIT (tumor del estroma gastrointestinal), PSA (antígeno prostático específico) (cáncer de próstata), S100 (melanoma), y muchos otros. Se ha informado que las propias proteínas mutantes detectadas por el Monitoreo de Reacción Seleccionado (SRM) son los biomarcadores más específicos para los cánceres porque solo pueden provenir de un tumor existente.

## Definiciones de biomarcadores del cáncer
Las organizaciones y publicaciones varían en su definición de biomarcador. En muchas áreas de la medicina, los biomarcadores se limitan a proteínas identificables o mensurables en la sangre o la orina. Sin embargo, el término se usa a menudo para cubrir cualquier propiedad molecular, bioquímica, fisiológica o anatómica que pueda cuantificarse o medirse.
El Instituto Nacional del Cáncer (NCI), en particular, define el biomarcador como: "Una molécula biológica que se encuentra en la sangre, otros fluidos corporales o tejidos que es un signo de un proceso normal o anormal, o de una afección o enfermedad". Se puede usar un biomarcador para ver cómo responde el cuerpo a un tratamiento para una enfermedad o afección, también llamado marcador molecular y "firma molecula".
En la investigación y la medicina del cáncer, los biomarcadores se utilizan de tres maneras principales:
1. Para ayudar a diagnosticar las afecciones, como en el caso de la identificación de cánceres en etapa temprana (diagnóstico)
2. Para pronosticar cuan agresiva está siendo una afección, como en el caso de determinar la capacidad del paciente para viajar en ausencia de tratamiento (pronóstico)
3. Para pronosticar cómo responderá un paciente al tratamiento (predictivo)

## Papel de los biomarcadores en la investigación y la medicina del cáncer

### Usos de biomarcadores en la medicina del cáncer

#### Valoración de riesgo
Los biomarcadores del cáncer, en particular los asociados con mutaciones genéticas o alteraciones epigenéticas, a menudo ofrecen una forma cuantitativa de determinar cuándo los individuos están predispuestos a tipos particulares de cáncer. Ejemplos notables de biomarcadores de cáncer potencialmente predictivos incluyen mutaciones en los genes KRAS, p53, EGFR, erbB2 para cáncer colorrectal, esofágico, hepático y pancreático; mutaciones de los genes BRCA1 y BRCA2 para el cáncer de mama y de ovario; metilación anormal de los genes supresores de tumores p16, CDKN2B y p14ARF para el cáncer cerebral; hipermetilación de MYOD1, CDH1 y CDH13 para el cáncer de cuello uterino; e hipermetilación de p16, p14 y RB1, para cáncer oral.

#### Diagnosis
Los biomarcadores del cáncer también pueden ser útiles para establecer un diagnóstico específico. Ocurre cuando hay una necesidad de determinar si los tumores son de origen primario o metastásico. Para hacer esta distinción, los investigadores pueden contrastar las alteraciones cromosómicas que se encuentran en las células ubicadas en el sitio del tumor primario con las encontradas en el sitio secundario. Si las alteraciones coinciden, el tumor secundario puede identificarse como metastásico; mientras que si las alteraciones difieren, el tumor secundario puede identificarse como un tumor primario distinto.

#### Pronóstico y predicciones de tratamiento
Otro uso de biomarcadores en la medicina del cáncer es el pronóstico de la enfermedad, que tiene lugar después de que un individuo ha sido diagnosticado con cáncer. Aquí los biomarcadores pueden ser útiles para determinar la agresividad de un cáncer identificado, así como la probabilidad de responder a un tratamiento determinado. En parte, esto se debe a que los tumores que exhiben biomarcadores particulares pueden responder a tratamientos vinculados a la expresión o presencia de ese biomarcador. Ejemplos de tales biomarcadores pronósticos incluyen niveles elevados de inhibidor de la metalopeptidasa 1 (TIMP1), un marcador asociado con formas agresivas de mieloma múltiple, expresión elevada de receptor de estrógeno (ER) y/o receptor de progesterona (PR), marcadores asociados con una mejor supervivencia global en pacientes con cáncer de mama; La amplificación del gen HER2 / neu, un marcador que indica que un cáncer de mama probablemente responderá al tratamiento con trastuzumab; una mutación en el exón 11 del protooncogén c-KIT, un marcador indicatico de que un tumor del estroma gastrointestinal (GIST) probablemente responderá al tratamiento con imatinib; y mutaciones en el dominio tirosina quinasa de EGFR1, un marcador que indica que el carcinoma de pulmón no microcítico (CPCNP) de un paciente probablemente responderá al tratamiento con gefitinib o erlotinib.

#### Farmacodinámica y farmacocinética
Los biomarcadores de cáncer también pueden usarse para determinar el régimen de tratamiento más efectivo para el cáncer de una persona en particular. Debido a las diferencias en la composición genética de cada persona, algunas personas metabolizan o cambian la estructura química de las drogas de manera diferente. En algunos casos, la disminución del metabolismo de ciertas drogas puede crear condiciones peligrosas en las que se acumulan altos niveles de la droga en el cuerpo. Como tal, las decisiones de dosificación de fármacos en tratamientos de cáncer particulares pueden beneficiarse de la detección de dichos biomarcadores. Un ejemplo es el gen que codifica la enzima tiopurina metiltransferasa (TPMPT). Las personas con mutaciones en el gen TPMT no pueden metabolizar grandes cantidades del fármaco leucémico, la mercaptopurina, que potencialmente causa una caída fatal en el recuento de leucocitos en dichos pacientes. Por lo tanto, se recomienda que los pacientes con mutaciones de TPMT reciban una menor dosis de mercaptopurina por consideraciones de seguridad.

#### Control de la respuesta al tratamiento
Los biomarcadores de cáncer también han demostrado utilidad para controlar cómo está funcionando un tratamiento a lo largo del tiempo. Se están llevando a cabo muchas investigaciones en esta área particular, ya que los biomarcadores exitosos tienen el potencial de proporcionar una reducción de costos significativa en la atención del paciente, ya que las pruebas actuales basadas en imágenes como CT y MRI para controlar el estado del tumor son muy costosas.
Un biomarcador notable que atrae mucha atención es el biomarcador de proteínas S100-beta para controlar la respuesta del melanoma maligno. En dichos melanomas, los melanocitos, las células que producen pigmento en nuestra piel, producen la proteína S100-beta en altas concentraciones, dependiendo del número de células cancerosas. La respuesta al tratamiento se asocia así con niveles reducidos de S100-beta en la sangre de tales personas.
De manera similar, investigaciones adicionales de laboratorio han demostrado que las células tumorales que experimentan apoptosis pueden liberar componentes celulares tales como el citocromo c, nucleosomas,  citoqueratina-18 escindida y E-cadherina. Los estudios han encontrado que estas macromoléculas y otras se pueden encontrar en circulación durante la terapia del cáncer, proporcionando una fuente potencial de métricas clínicas para monitorear el tratamiento.

#### Recurrencia
Los biomarcadores del cáncer también pueden ser valiosos para predecir o controlar la recurrencia del cáncer. La prueba de cáncer de mama Oncotype DX® es una de esas pruebas utilizadas para predecir la probabilidad de recurrencia del cáncer de mama. La prueba de Thist está dirigida a mujeres con cáncer de mama invasivo (ER +) en etapa temprana (Etapa I o II), ganglios negativos y receptores de estrógenos, que será tratado con terapia hormonal. La prueba Oncotype DX examina un panel de 21 genes en células tomadas durante la biopsia tumoral. Los resultados de la prueba se dan en forma de una puntuación de recurrencia que indica la probabilidad de recurrencia a los 10 años.

### Usos de los biomarcadores en la investigación del cáncer

#### Desarrollo de fármacos objetivo
Además de su uso en medicina contra el cáncer, los biomarcadores se usan a menudo durante todo el proceso de desarrollo de fármacos contra el cáncer. Por ejemplo, en la década de 1960, los investigadores descubrieron que la mayoría de los pacientes con leucemia mielógena crónica poseían una anormalidad genética particular en los cromosomas 9 y 22 denominada cromosoma Filadelfia. Cuando estos dos cromosomas se combinan crean un gen causante de cáncer conocido como BCR-ABL. En tales pacientes, este gen actúa como el punto inicial principal en todas las manifestaciones fisiológicas de la leucemia. Durante muchos años, el BCR-ABL simplemente se usó como un biomarcador para estratificar un cierto subtipo de leucemia. Sin embargo, los desarrolladores de fármacos finalmente pudieron desarrollar imatinib, un potente fármaco que inhibió eficazmente esta proteína y disminuyó significativamente la producción de células que contienen el cromosoma Filadelfia.

## Tipos de biomarcadores del cáncer
| Tipo de tumor    | Biomarcador                                            |
| ---------------- | ------------------------------------------------------ |
| Mama             | ER/PR (receptor de estrógeno/receptor de progesterona) |
| Mama             | HER-2/neu                                              |
| Colorectal       | EGFR                                                   |
| Colorectal       | KRAS                                                   |
| Colorectal       | UGT1A1                                                 |
| Gástrico         | HER-2/neu                                              |
| GIST             | CD117                                                  |
| Leucemia/linfoma | CD20                                                   |
| Leucemia/linfoma | CD30                                                   |
| Leucemia/linfoma | FIP1L1-PDGFRalpha                                      |
| Leucemia/linfoma | PDGFR                                                  |
| Leucemia/linfoma | Cromosoma de Filadelfia (BCR/ABL)                      |
| Leucemia/linfoma | PML/RAR-Alfa                                           |
| Leucemia/linfoma | TPMT                                                   |
| Leucemia/linfoma | UGT1A1                                                 |
| Pulmón           | EML4/ALK                                               |
| Pulmón           | EGFR                                                   |
| Pulmón           | KRAS                                                   |
| Melanoma         | BRAF                                                   |
| Páncreas         | Niveles elevados de leucina, isoleucina y valina       |